# Adelobotrys tessmannii
Adelobotrys tessmannii là một loài thực vật có hoa trong họ Mua. Loài này được Markgr. mô tả khoa học đầu tiên năm 1927.